# Marcin Kwaśny
Marcin Kwaśny (ur. 5 stycznia 1979 w Tarnowie) – polski aktor teatralny, telewizyjny i filmowy, scenarzysta i reżyser. Występował w roli weterynarza Julka Lubczyka w serialu Na kocią łapę w telewizji Polsat, a także w roli Rafała Kocója w serialu Szpilki na Giewoncie.

## Życiorys

### Wczesne lata
Po ukończeniu III Liceum Ogólnokształcącego im. Adama Mickiewicza w Tarnowie podjął studia w warszawskiej Państwowej Wyższej Szkole Teatralnej, którą ukończył w 2002. Podczas studiów dorabiał w warszawskich lokalach, gdzie przebrany za agenta 007 reklamował alkohol. Na trzecim roku studiów otrzymał stypendium Katarzyny Frank-Niemczyckiej.

### Kariera
Kiedy miał 15 lat, wystąpił na szkolnej scenie w roli głównej w przedstawieniu Jerzego Zawieyskiego Rozdroże miłości. W wieku 17 lat pojawił się jako poeta Cyprian Kamil Norwid w sztuce Norwid tarnowskiego Teatru Młodego Widza.
Po ukończeniu szkoły został aktorem Teatru Kwadrat w Warszawie. Rozgłos zyskał dzięki roli Marcina Wilczyńskiego w filmie Rezerwat (2007), za którą odebrał nagrodę na XI Międzynarodowym Festiwalu Filmowym Golden Brig w Odessie, a jako współscenarzysta dostał nagrodę na V Nadbałtyckim Festiwalu Debiutów Filmowych w Swietłogorsku w Rosji (Baltic Debuts Film Festival).
Jest współzałożycielem Teatru Praskiego, który we wrześniu 2008 rozpoczął pierwszy sezon teatralny.
Występował w produkcjach węgierskich i argentyńskich, takich jak Aglaja, Patagonia  czy Polowanie na Anglika.
W 2022 prowadził program Tylnymi drzwiami w TVN24 GO.

### Pozostałe przedsięwzięcia
Założył firmę LemmonShot, której zakres działania obejmuje produkcję spektakli, filmów i prowadzenie imprez. Wraz z grupą przyjaciół stworzył fundację artystyczną Między Słowami.
Uczestniczył w telewizyjnych programach rozrywkowych: Jak oni śpiewają (2009) i Taniec z gwiazdami (2010).
W 2016 nagrał dżingle do Programu III Polskiego Radia.

## Życie prywatne
W 2008 ożenił się z architektką Dianą Kołakowską, z którą rozwiódł się w sierpniu 2020. W 2021 ożenił się ze śpiewaczką operową Klaudią Korzeniewską.
Brat Jakuba Kwaśnego, prezydenta Tarnowa.
Był członkiem komitetu poparcia Bronisława Komorowskiego przed przyspieszonymi wyborami prezydenckimi 2010.
Deklarował się jako ateista. W marcu 2019 w programie pt. Wierzę w Boga w Telewizji Trwam opowiedział o swoim nawróceniu.
Jest abstynentem, wcześniej przez lata zmagał się z chorobą alkoholową.

## Nagrody
- 1999 – II nagroda w Konkursie Wiersza im. Garcii Lorci
- 2000 – I nagroda w Konkursie Wiersza im. Stanisława Wyspiańskiego w czasie Spotkania Szkół Teatralnych w Krakowie
- 2002 – nagroda „Opus Film” na XX Festiwalu Szkół Teatralnych w Łodzi (24.03)
- 2004 – wyróżnienie za rolę w monodramie „Nienawidzę” Marka Koterskiego na VIII Międzynarodowym Festiwalu Komedii „Talia” w Tarnowie
- 2004 – Grand Prix w IV Międzynarodowym Konkursie na Interpretację Tekstu Biblijnego oraz Klasyki Polskiej i Obcej „Verba Sacra” w Poznaniu
- 2008 – nagroda za najlepszą rolę męską w filmie Rezerwat na XI Międzynarodowym Festiwalu Filmowym „Golden Brig” w Odessie
- 2008 – nagroda specjalna za scenariusz filmu Rezerwat (Marcin Kwaśny i Łukasz Palkowski) na V Nadbałtyckim Festiwalu Debiutów Filmowych w Swietłogorsku w Rosji (Baltic Debuts Film Festival).

## Filmografia

### Filmy kinowe
- 2001: Quo vadis jako senator rzymski
- 2002: Bez litości jako wspólnik Lipskiego
- 2002: Superprodukcja jako transwestyta „Roberta”
- 2004: Nigdy w życiu! jako dziennikarz
- 2004: Pręgi jako uczestnik prywatki u Wojciecha
- 2005: Persona non grata jako turysta
- 2005: PitBull jako lekarz pogotowia
- 2005: Skazany na bluesa jako student nad morzem
- 2006: Kto nigdy nie żył… jako mnich
- 2006: Mrok jako policjant Marcin Burhardt
- 2006: Przebacz jako lekarz Robert, chłopak Joanny
- 2006: Polowanie na Anglika (Vadászat angolokra) jako hrabia Adam Whitewell
- 2006: Wszyscy jesteśmy Chrystusami jako ukrzyżowany Chrystus
- 2007: Rezerwat jako Marcin Wilczyński (także scenariusz)
- 2008: Mała wielka miłość (Expecting Love) jako kwiaciarz
- 2010: Droga do raju jako lekarz
- 2011: Wojna żeńsko-męska jako ksiądz
- 2011: Patagonia jako Marc
- 2011: Historia Roja jako porucznik Roman Dziemieszkiewicz ps. „Pogoda”
- 2011: Aglaja jako fotoreporter Tim
- 2015: Pilecki jako rotmistrz Witold Pilecki ps. „Witold”
- 2017: Listy do M. 3 jako Andrzej narzeczony Karoliny
- 2017: Wyklęty jako porucznik „Wiktor”
- 2018: Dywizjon 303. Historia prawdziwa jako John Kent
- 2018: 7 uczuć jako geograf
- 2022: Powołany jako ksiądz[11]
- 2023: Weigl. Zwyciężyć tyfus jako Rudolf Weigl

### Seriale TV
- 2001: M jak miłość jako Student
- 2001: Marszałek Piłsudski jako bojowiec PPS
- 2001: Miasteczko jako nieznajomy
- 2002: Przedwiośnie jako oficer na moście do Wyszkowa
- 2002: Sfora jako wspólnik Lipskiego
- 2002: Psie serce jako fotograf Waldek
- 2003: Samo życie jako dziennikarz, gość na wieczorze autorskim Leszka Retmana w „Klubie Lekarza”
- 2003: Czego się boją faceci, czyli seks w mniejszym mieście jako policjant
- 2003: Fala zbrodni jako Emil Wiśniewski (odc. 4)
- 2003: Lokatorzy jako stażysta
- 2003: Na dobre i na złe jako Rafał, chłopak Ewy
- 2003: Plebania jako Irek, sutener Joli
- 2003: Rodzinka jako Sebastian Gała
- 2003: Zaginiona jako dziennikarz radiowy
- 2004: Całkiem nowe lata miodowe jako Filip, uczestnik balu (odc. 8)
- 2004: Camera Café jako Jurek
- 2004: Kryminalni jako antyglobalista „Suchy” (odc. 9)
- 2004: Złotopolscy jako dziennikarz
- 2005: Niania jako asystent Ryszarda
- 2005: PitBull jako lekarz pogotowia
- 2005−2006: Tango z aniołem jako Maciej Knapp
- 2006: Pogoda na piątek jako agent nieruchomości
- 2006: Ranczo jako pośrednik Mroczek (odc. 1)
- 2006: Pierwsza miłość jako pracownik firmy „Work Service” w której Kinga Żukowska poszukiwała kelnerki do księgarnio-kawiarni „Fabryka Wrażeń”
- 2007: Barwy szczęścia jako Maciek, członek ekipy Michała
- 2007: Dwie strony medalu jako Tomek Konieczny, kochanek Asi Zalewskiej
- 2007: Ekipa jako przedstawiciel Obywatelskiej Inicjatywy Ustawodawczej
- 2007: Niania jako konferansjer
- 2008: 39 i pół jako Robert
- 2008: Barwy szczęścia jako Maciek, członek ekipy Michała
- 2008: Na Wspólnej jako producent
- 2008: Na kocią łapę jako Julek Lubczyk
- 2009: Na dobre i na złe jako prawnik, znajomy Huberta
- 2009: Złotopolscy jako dziennikarz Zieliński z „Superfaktu”
- 2009: Ojciec Mateusz jako Łukasz Barański, syn Jerzego
- 2009: Czas honoru jako szmalcownik Kwapisz (odc. 14-23)
- 2009: Przystań jako Leszek, opiekun spływu kajakowego (odc. 2)
- 2010: Hotel 52  jako gość hotelu
- 2010: Miłość nad rozlewiskiem jako Hubert
- 2010–2011: Szpilki na Giewoncie jako Rafał Kocój
- 2011, od 2021: Pierwsza miłość jako Dawid Kędzierski
- 2011: Wiadomości z drugiej ręki jako Daniel Waśko
- od 2012: Klan jako Rafał Woźniacki
- 2012: Prawo Agaty jako mecenas Olszewski (odc. 6)
- 2012: Hotel 52 jako Wojtek Kowalski (odc. 74)
- 2014: Na krawędzi 2 jako Paweł Chmielewski (odc. 7 i 8)
- 2017: Ojciec Mateusz jako Dolny (odc. 221)
- 2018: Korona królów jako Bohun ze Strzały (od 3. sezonu)

### Filmy krótkometrażowe
- 2004: Telefono jako Lucio
- 2005: Kochajmy się jako Henio
- 2008: Kupon jako mężczyzna
- 2009: Klucz jako mężczyzna
- 2015: First Time jako prezenter pogody

### Reżyseria
- 2022: Spowiedź (film krótkometrażowy)[6]